# 樂浪南部都尉
公元前82年，汉昭帝罢临屯、真番二郡入乐浪郡，以真番故县置南部都尉，以岭东七县置东部都尉。
后汉书记载汉武帝灭了卫满朝鲜先后，在卫满朝鲜以南设置臨屯、真番(皆為朝鮮附近的部落名)二郡。戰國後期，燕國“嘗略屬真番、朝鮮，為置吏，築鄣塞”。燕國人衛滿建立衛氏朝鮮後，臨屯、真番二部臣服于衛氏朝鮮。“以故（衛）滿得兵威財物，侵降其旁小邑。真番、臨屯，皆來服屬。”臨屯的居民即三國志魏志中所說的濊。
東漢末，公孫康分屯有县以南荒地分置帶方郡，郡治在帶方縣。辖境与从前乐浪南部都尉的管区相同。